# Північно-Васюганське – Мильджинське – Лугінецьке (конденсатопровід)
Північно-Васюганське – Мильджинське – Лугінецьке (конденсатопровід) – елемент трубопровідної інфраструктури нафтогазового району в Томській області Росії. 
В 1999-му у Томській області ввели в дію Мильджинське газоконденсатне родовище, а в 2002-му до нього приєдналось Північно-Васюганське нафтогазоконденсатне родовище. Кожне з них отримало установку комплексної підготовки газу (УКПГ), одним з видів продукції якої є стабільний газовий конденсат. Для видачі останнього спорудили конденсатопровід, який має дві ділянки: 
- від Північно-Васюганського до Мильджинського довжиною 71 км;
- від Мильджинського до Лугінецького нафтового родовища завдовжки 84 км та діаметром 273 мм.
На Лугінецькому родовищі отриманий конденсат закачується до нафтопроводу Лугінецьке – Парабель.
Можливо також відзначити, що в першій половині 2010-х УКПГ Північно-Васюганського родовища зупинили, а його продукцію спрямували на Мильджинську УКПГ.